# Erythroxylum gracilipes
Erythroxylum gracilipes är en tvåhjärtbladig växtart som beskrevs av Johann Joseph Peyritsch. Erythroxylum gracilipes ingår i släktet Erythroxylum och familjen Erythroxylaceae. Utöver nominatformen finns också underarten E. g. exareolatum.